# NGC 1243
NGC 1243 je dvojna zvijezda u zviježđu Eridanu. 

## Vanjske poveznice
- SEDS: NGC 1243